# Контоккиярви
Контоккиярви (Контокки-ярви, Кондокское, Кондок, Кондоко) — озеро на территории Костомукшского городского округа Республики Карелии.

## Общие сведения
Площадь озера — 5,2 км², площадь водосборного бассейна — 26,1 км². Располагается на высоте 201,8 метров над уровнем моря.
Форма озера лопастная. Берега изрезанные, каменисто-песчаные.
Через озеро протекает река Контокки, впадающая в Лувозеро, через которое протекает река Ногеусйоки. Последняя впадает в озеро Нюк, из которого берёт начало река Растас, впадающая в реку Чирко-Кемь.
В озере расположено не менее шести безымянных островов различной площади. Общая площадь островов 0,02 км².
Рыбы: сиг, ряпушка, щука, плотва, лещ, окунь.
На южном и восточном берегах озера располагается город Костомукша.
Код объекта в государственном водном реестре — 02020000911102000005506.